# Alleyne Francique
Alleyne Jeremy Francique (n. 7 iunie 1976, Saint Andrew⁠(d), Grenada) este un fost atlet din Grenada. A participat la trei Jocuri Olimpice, fiind dublu campion mondial în sală.

## Biografie
A debutat la Jocurile Olimpice în anul 1996, făcând parte din echipa națională a Grenadei la ștafeta de 4x400 metri. Prima sa experiență la Jocurile Olimpice a fost un eșec, echipa națională fiind descalificată. 
În anul 2001 la Campionatul Lumii de la Edmonton, Francique a ajuns în finala probei 400 metri și a ocupat locul cinci. Doi ani mai târziu a ocupat locul 6 la aceeași distanță. În același an a câștigat Campionatul Americii Centrale și al Caraibelor, care s-a desfășurat în orașul său natal, St. Andrews.
La începutul anului 2004, Francique a adus Grenadei, prima medalie a campionatelor mondiale de atletism pentru această țară. La campionatul mondial în sală, desfășurat la Budapesta, a câștigat cu timpul de 45,88 secunde.
La Jocurile Olimpice de vară din 2004 de la Atena, a dus drapelul țării sale la ceremonia de deschidere, iar în competiție s-a clasat pe locul patru, doar 0,2 secunde nu i-au ajuns pentru a fi medaliat cu bronz (primele trei locuri le-au ocupat sportivii din SUA).
La începutul anului 2006 și-a aparat titlul la Campionatul Mondial  în sală de la Moscova, de această dată terminând cu timpul de 45,54 secunde. În același an a fost medaliat cu argint la Jocurile Commonwealth-ului.
La Jocurile Olimpice de vară din 2008, de la Beijing, a fost din nou purtătorul de drapel al echipei naționale, însă de aceasta dată a avut mai puțin succes - a terminat doar al șaselea și a fost eliminat chiar din prima rundă.

## Realizări
| An   | Competiție                  | Locație                    | Loc | Eveniment | Note  |
| ---- | --------------------------- | -------------------------- | --- | --------- | ----- |
| 1996 | Jocurile Olimpice           | Atlanta, Statele Unite     | –   | 4 × 400 m | DS    |
| 1999 | Campionatul Mondial         | Sevilla, Spania            | 42  | 400 m     | 47,49 |
| 2001 | Campionatul Mondial         | Edmonton, Canada           | 6   | 400 m     | 46,23 |
| 2003 | Campionatul Mondial în sală | Birmingham, Marea Britanie | –   | 400 m     | DS    |
| 2003 | Campionatul Mondial         | Paris, Franța              | 6   | 400 m     | 45,48 |
| 2004 | Campionatul Mondial în sală | Budapesta, Ungaria         | 1   | 400 m     | 45,88 |
| 2004 | Jocurile Olimpice           | Atena, Grecia              | 4   | 400 m     | 44,66 |
| 2005 | Campionatul Mondial         | Helsinki, Finlanda         | 13  | 400 m     | 46,59 |
| 2006 | Campionatul Mondial în sală | Moscova, Rusia             | 1   | 400 m     | 45,54 |
| 2007 | Campionatul Mondial         | Osaka, Japonia             | 17  | 400 m     | 45,41 |
| 2008 | Campionatul Mondial în sală | Valencia, Spania           | 23  | 400 m     | 48,64 |
| 2008 | Jocurile Olimpice           | Beijing, China             | 35  | 400 m     | 46,15 |